# Bull Shoals
Bull Shoals é uma cidade localizada no estado americano de Arkansas, no Condado de Marion.

## Demografia
Segundo o censo americano de 2000, a sua população era de 2000 habitantes. 
Em 2006, foi estimada uma população de 2107, um aumento de 107 (5.3%).

## Geografia
De acordo com o United States Census Bureau, a localidade tem uma área de 13,0 km², dos quais 12,9 km² cobertos por terra e 0,1 km² cobertos por água. Bull Shoals localiza-se a aproximadamente 244 m acima do nível do mar.

## Localidades na vizinhança
O diagrama seguinte representa as localidades num raio de 24 km ao redor de Bull Shoals. 